# 真柄直澄
真柄 直澄（まがら なおすみ）は、戦国時代の武将。朝倉氏の家臣。
兄・真柄直隆と同じく五尺三寸（約175センチ）の大太刀を振るう猛将といわれ、実戦で使用したかどうかは定かではないが、越前国に滞在していた足利義昭に、九尺五寸（288cm）の巨大な刀を披露した事があるという。
元亀元年（1570年）の姉川の戦いでは、織田信長・徳川家康連合軍を相手に奮戦するも兄の直隆と共に討ち死にしたといわれる。
直澄が姉川で使用した太刀は、「剣の宝庫 草薙館」に現存する。

## その他
「十郎左衛門」という名と実戦で使用していた巨大な太刀（五尺三寸（約175センチ））の大きさが兄の直隆と同じである事から、この二人は同一人物ではないかという説もある。